# Jessup (Pensilvânia)
Jessup é um distrito localizado no estado norte-americano de Pensilvânia, no Condado de Lackawanna.

## Demografia
Segundo o censo norte-americano de 2000, a sua população era de 4718 habitantes.
Em 2006, foi estimada uma população de 4583, um decréscimo de 135 (-2.9%).

## Geografia
De acordo com o United States Census Bureau tem uma área de
17,4 km², dos quais 17,3 km² cobertos por terra e 0,1 km² cobertos por água.

## Localidades na vizinhança
O diagrama seguinte representa as localidades num raio de 8 km ao redor de Jessup.